# Caperucita Roja (foto)
Caperucita roja (en inglés: «The Little Red Riding Hood») es una fotografía escenificada tomada en agosto de 1857 por el escritor y fotógrafo inglés Lewis Carroll (Charles Lutwidge Dodgson, 1832-1898), que representa a Agnes Grace Weld (1849–1915). 

## Origen y destino de la fotografía
El tamaño de la fotografía es de 13,7 x 9,3 cm. Fue encontrada en el Álbum I de Lewis Carroll en la página 24, su número de identificación es Z-PH-LCA-I.24. Actualmente se encuentra en la colección de la Biblioteca de la Universidad de Princeton.
En agosto de 1857, Charles Dodgson fotografió a Agnes Grace Weld, de ocho años, como Caperucita Roja con una cestita de golosinas para su abuela. Más tarde, en 1862, Carroll volvió a fotografiar a la niña con una paloma sobre la mesa. Un mes después, el 14 de septiembre, Carroll visitó a Alfred Tennyson en Tent Lodge. Escribió en su diario: "Sólo la señora Tennyson estaba en casa. Envié mi tarjeta, añadiendo (debajo de mi nombre) con lápiz 'Autor de Agnes Grace como Caperucita Roja'. Gracias a esto me dieron una cálida bienvenida y pasé allí casi una hora...".

## La modelo de Carroll
La fotografía retrata a Agnes Grace Weld, sobrina política de Lord Alfred Tennyson, como Caperucita Roja. Nació en Somerset House el 8 de febrero de 1849, hija de Charles Richard Weld (1813—1869), un escritor que sirvió durante dieciséis años como secretario adjunto y bibliotecario de la Royal Society de Londres, y su esposa Ann Weld (de soltera, Selwood). Cuando era niña, posó repetidamente para Julia Margaret Cameron y Oscar Gustav Rejlander. Su tía materna se convirtió en la esposa de Alfred Tennyson, y la niña y sus padres mantuvieron estrecha relación con esta familia. En marzo de 1861 se produjo un gran escándalo cuando el padre de Agnes se vio obligado a dimitir de su puesto en la Royal Society. Charles Weld fue encontrado en su oficina con una mujer que se cree era una prostituta. Weld afirmó que no, pero se vio obligado a dimitir. Más tarde se convirtió en socio del negocio editorial de Lovell Augustus Reeve. A los diecisiete años, Agnes empezó a mostrar signos de аnorexia severa: perdió mucho peso y estuvo al borde del agotamiento durante algún tiempo. Más tarde, Alfred Tennyson incluso le contó a Walt Whitman sobre Agnes: «Se desmayó un día, y nadie que la vio creyó que pudiera vivir, pero bajo el cuidado de un buen médico se ha recuperado completamente, ha ganado peso y luce más fresca que nunca». En 1869, Charles Weld murió, dejando viuda e hija única. Agnes Weld nunca se casó, dedicó su vida a la caridad y gastó casi toda su herencia en ella. Fue una articulista muy conocida en su época, habiendo publicado cuatro libros a lo largo de su vida, dedicados a la religión y a los recuerdos sobre Alfred Tennyson.

## Trasfondo e interpretación

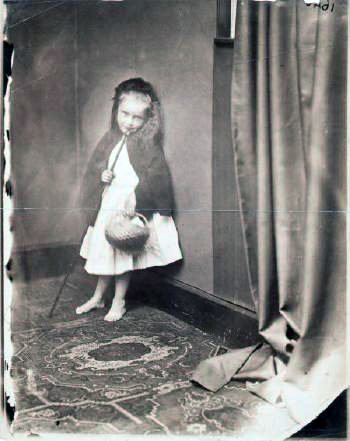
Lewis Carroll. Niña desconocida como Caperucita Roja, Oxford, mayo de 1868.

Las dos versiones más famosas del cuento por las que Carroll pudo haberse guiado fueron las de Charles Perrault y los Hermanos Grimm. El cuento de Perrault se publicó en 1697 en París, en el libro "Cuentos de Mamá Oca, o historias y cuentos de tiempos antiguos con instrucciones". Perrault dio un tratamiento literario a una trama folclórica que ya estaba muy extendida en Europa durante la Baja Edad Media. En la versión folclórica, el lugar del lobo posterior generalmente lo ocupaba un cambiapieles: un hombre lobo. Perrault reemplazó al hombre lobo por un lobo, eliminó el motivo del canibalismo (en la versión folclórica, el hombre lobo mata a la abuela, prepara una comida con su cuerpo y una bebida con su sangre, se viste con la ropa de la abuela, se acuesta en su cama y cuando la niña llega, le ofrece esa comida), el personaje del gato (el gato de la abuela intenta advertir a la niña de que está comiendo los restos de la anciana, pero el hombre lobo le arroja zuecos de madera al gato y lo mata), e introdujo la "caperucita roja" (caperuza que en tiempos de Perrault ya había pasado de moda en las ciudades, pero que seguía estando en uso en el campo), y que mostraba con su colorido provocador el comportamiento excesivamente libre de la muchacha, al reinterpretar el cuento de hadas introduciendo el comportamiento irresponsable de la protagonista en cuanto al recato, por lo que pagó. La conclusión poética llama a las jovencitas a tener cuidado con los seductores. 
La versión de los Hermanos Grimm, según una versión, fue escrita por ellos a partir de Maria Müller, que trabajaba como ama de llaves en la casa de la futura esposa de Wilhelm Grimm , y según otra versión, a partir de Jeanette Hassenpflug, que por parte de madre descendía de hugonotes expulsados de Francia bajo Luis XIV. Los investigadores sugieren que "Caperucita Roja" en su versión se originó a partir del cuento de hadas de Perrault al que los hermanos añadieron un final feliz: pasan unos leñadores, oyen el ruido, matan al lobo, le abren el vientre y salvan a la abuela y a Caperucita Roja. Este episodio puede haber sido tomado prestado de otro cuento de hadas alemán, "El lobo y los siete cabritillos", o de la obra de teatro "La vida y la muerte de Caperucita Roja", escrita en 1800 por el escritor romántico alemán Ludwig Tieck. En la versión de los Grimm, los motivos sexuales desaparecieron. Los hermanos Grimm, personas profundamente religiosas, vieron en Caperucita Roja un símbolo de renacimiento espiritual: un descenso a la oscuridad y la transformación. La moraleja del cuento es una advertencia para los niños desobedientes: “Bueno, ahora nunca más huiré del camino principal en el bosque, no volveré a desobedecer las órdenes de mi madre”.  
Sarah Boxer destaca la expresión "feroz" en el rostro de Caperucita en la fotografía, comparándola con el hombre lobo en un dibujo de la artista estadounidense contemporánea Kiki Smith. Denis Denisoff señala que en la fotografía de Carroll, Agnes Grace Weld tiene los "ojos amenazantes de un lobo" que arde en deseos de comerse a Caperucita Roja. Al mismo tiempo, la mirada de Agnes Grace se dirige al espectador, por lo que parece que debería convertirse en el objeto de la agresión. Los alimentos que hay en la cesta parecen, en su opinión, rancios e irreales: parecen accesorios de una representación teatral y no productos alimenticios.  
Robert Douglas-Fairhurst sostiene que en sus primeras fotografías (incluida ésta), Carroll se burlaba del espectador. Explotó la incertidumbre inherente a la fotografía, jugando con el hecho de que la cámara sólo puede capturar un determinado momento de la historia, pero no puede revelar lo que ocurrió antes o después de él. También hizo uso de "efectos especiales" (como se los conocía en aquella época) creados colocando a personas reales en situaciones y escenarios ficticios. En la fotografía “Caperucita Roja”, Carroll logró capturar el escurridizo enfrentamiento entre la inocencia y el peligro. La niña viste una capa oscura sobre un vestido blanco y sostiene en su mano una cesta de mimbre llena de golosinas. Agnes aparece de pie frente a una pared cubierta de hiedra que simboliza el bosque del cuento de hadas. 
En enero de 1858, como preparación para la Quinta Exposición Anual de la Royal Photographic Society, decidió mostrar este retrato escenificado junto con otras tres fotografías suyas, y escribió un poema acompañante:
La niña feliz siguió adelante;
y en su más silenciosa soledad,
habló consigo misma y sonrió;
y más cerca se colocó la capucha escarlata
sobre sus salvajes rizos.
Y ahora por fin logra atravesar el laberinto,
y ahora ya no necesita temer;
frunciendo el ceño, se encuentra con el repentino resplandor
de la luz de la luna que cae clara;
ni tiembla, ni se vuelve, ni se detiene,
aunque el lobo esté cerca.
Según Douglas-Fairhurst, el poema es inferior a la fotografía en mérito artístico. La expresión de Agnes Weld en la fotografía puede leerse como miedo (o simplemente mal humor), lo que hace de la niña un personaje más interesante que el personaje enfáticamente sereno del poema de Carroll. El estudioso de la literatura cree que la cámara está aproximadamente a la misma altura que los ojos del lobo (mientras que la mirada de la niña se dirige ligeramente por encima de la cámara), por lo que se la contempla a través de los ojos de un depredador. En su opinión, se trata de algo similar a un enfrentamiento entre la inocencia y la amenaza, en el que el propio espectador debe elegir de qué lado estará.
Más tarde, Carroll volvió a la historia de Caperucita Roja en 1862, creando una fotografía de Constance Ellison, de seis años, como el personaje del cuento. Esta fotografía carece de la distintiva ambigüedad de la fotografía anterior. En 2015, Heritage subastó en Dallas (lote 74047) una fotografía de una modelo desconocida de Lewis Carroll, tomada en mayo de 1868 (Badcock Yard, Oxford ), en la que también aparecía representada como Caperucita Roja.

## Agnes Grace Weld en otras fotografías de las décadas de 1850 y 1860

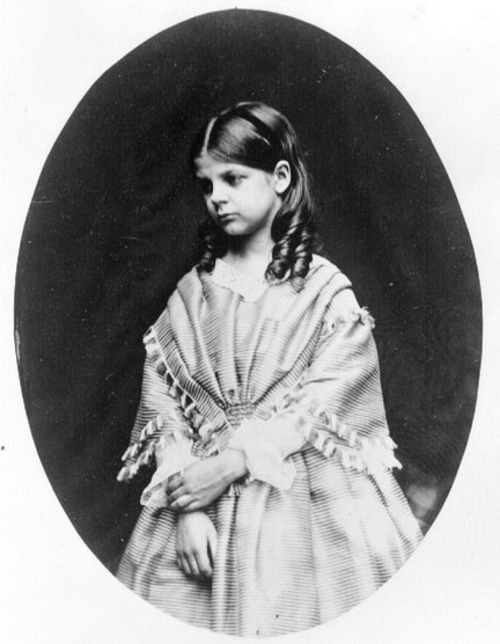
Lewis Carroll. Agnes Grace Weld (Z-PH-LCA-II.72).
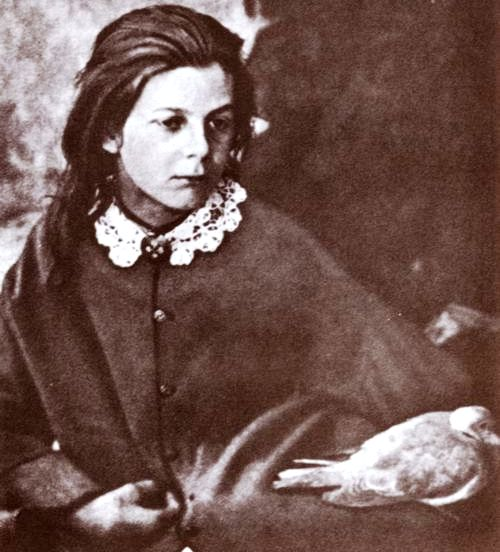
Lewis Carroll. Agnes Grace Weld con una paloma, 1862.
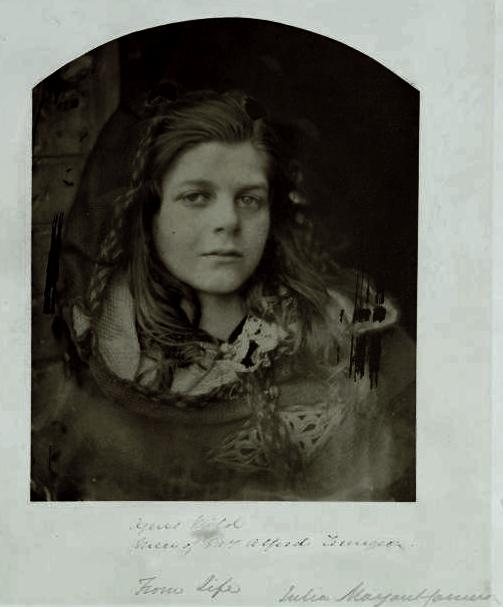
Julia Margaret Cameron. Agnes Grace Weld, 1864.
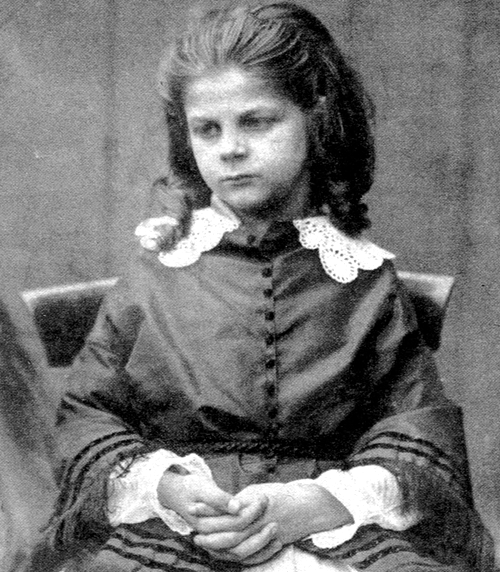
Oscar Gustav Rejlander (?). Agnes Grace Weld con bucles y cuello de encaje, 1854.